# Acacia dolichostachya
Mariosousa dolichostachya là một loài rau đậu thuộc họ Fabaceae.
Loài này có ở Guatemala và México. Chúng hiện đang bị đe dọa vì mất môi trường sống.